# Desa Jayabakti (administrativ by i Indonesien, lat -6,08, long 107,10)
Desa Jayabakti är en administrativ by i Indonesien.   Den ligger i provinsen Jawa Barat, i den västra delen av landet, 30 km nordost om huvudstaden Jakarta.